# Polyodaspis lamborni
Polyodaspis lamborni är en tvåvingeart som beskrevs av Oswald Duda 1935. Polyodaspis lamborni ingår i släktet Polyodaspis och familjen fritflugor.
Artens utbredningsområde är Malawi. Inga underarter finns listade i Catalogue of Life.